# Alen Simonjan

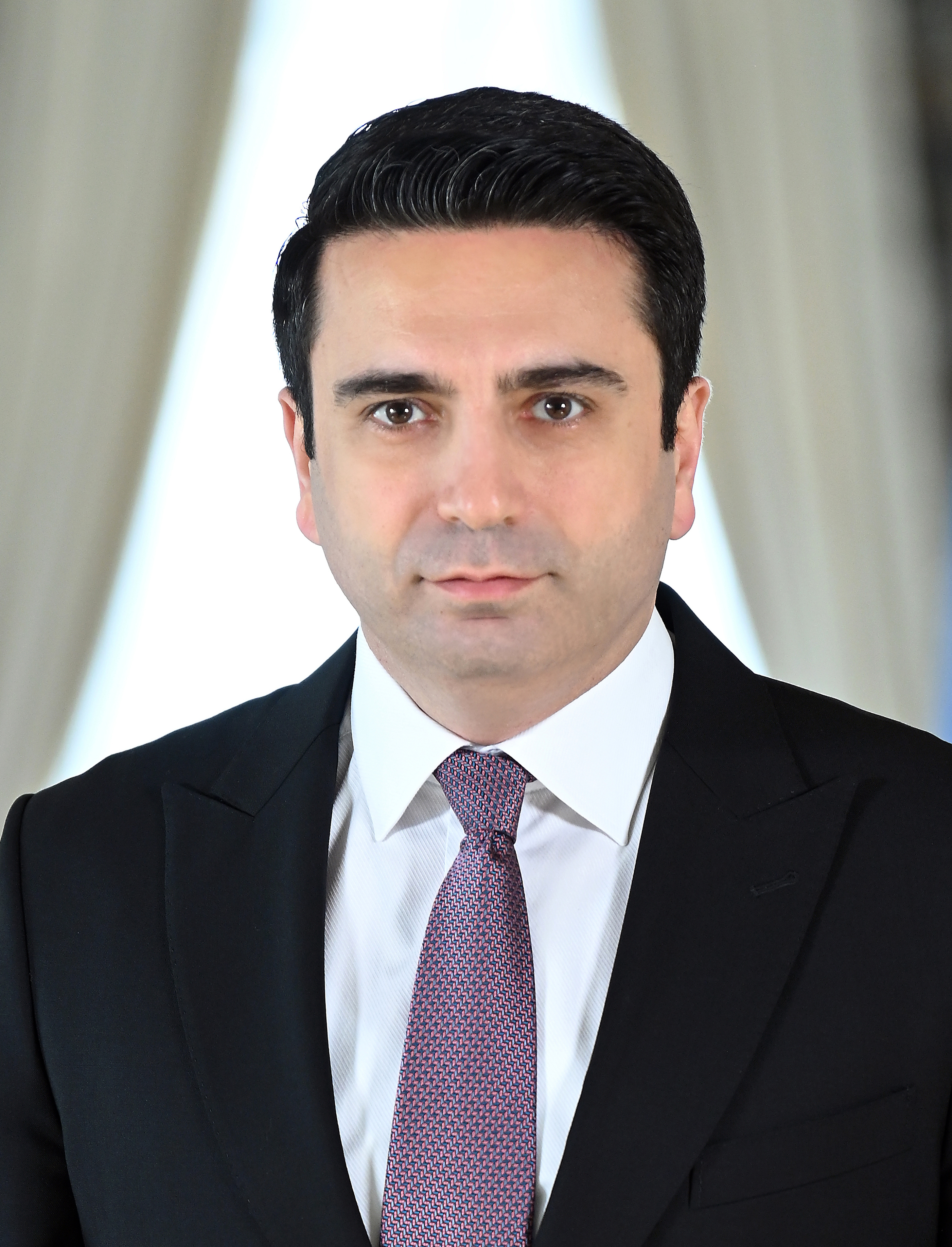
Alen Simonjan (2022)

Alen Roberti Simonjan (armenisch: Ալեն Ռոբերտի Սիմոնյան; * 5. Januar 1980 in Jerewan, Armenische Sozialistische Sowjetrepublik) ist ein armenischer Politiker (Partei Zivilvertrag) und Präsident der Nationalversammlung. Vom 1. Februar bis 13. März 2022 war er kommissarischer Staatspräsident der Republik Armenien.

## Werdegang
Simonjan absolvierte im Jahr 2000 die Juristische Fakultät der Staatlichen Universität Jerewan und leistete daraufhin bis 2002 seinen Wehrdienst in den Streitkräften Armeniens.
Zwischen 2003 und 2004 arbeitete er als Personalleiter bei der "Converse Bank". Nach einer kurzfristigen Tätigkeit bei einem Rundfunksender (2006-2007) arbeitete er bis 2012 mit einigen führenden Fernsehprogrammen Armeniens (u. a. Yerkir Media und Armenia TV Company) zusammen.
Im Jahr 2008 beteiligte sich Simonjan an den vom Europäischen Zentrum für die Förderung der Berufsbildung organisierten Kursen für Öffentlichkeitsarbeit zum Thema "Politische Technologien". 2012 wurde er (bis 2018) zum Chefredakteur der von ihm selbst gegründeten Zeitschrift „Ararat“, die zu Simonjans "Ararat Media Group" (LLC) gehört, welche auch die Webseite araratnews.am betreibt.
Von 2013 bis 2015 studierte Simonjan an der Armenischen Nationalen Akademie der Wissenschaften und erwarb einen Masterabschluss in Politikwissenschaften.

## Politische Laufbahn
Die aktive politische Karriere von Simonjan begann im Jahr 2011, als er im Wahlbündnis "Hallo Jerewan" bei den Kommunalwahlen für den Stadtrat von Jerewan kandidierte. Bei den Präsidentschaftswahlen 2013 in Armenien unterstützte Simonjan die Kandidatur von Raffi Hovannisian, dem Vorsitzenden der Partei Erbe. 2013 trat Simonjan „Zivilvertrag“ bei, welcher sich als politische NGO im selben Jahr gegründet hatte und wurde Mitglied des Vorstands. Als sich die NGO im Mai 2015 in die Partei Zivilvertrag des späteren Ministerpräsidenten Armeniens Nikol Paschinjan umwandelte, blieb er im Vorstand und wurde im Juni 2015 zum Parteisprecher gewählt. Die Funktion des Sprechers übte er bis 2016 aus.
Zwischen 2017 und 2018 war Simonjan Mitglied des Ältestenrates (Stadtrates) von Jerewan und vertrat hier die Ausweg-Allianz (Jelk), ein Bündnis aus Zivilvertrag und zwei anderen Parteien.
Bei den vorgezogenen Parlamentswahlen 2018 infolge der sogenannten Samtenen Revolution wurde er in Paschinjans Wahlbündnis "Mein Schritt" in die Nationalversammlung Armeniens gewählt und wurde Mitglied des Ständigen Ausschusses für Europäische Integration. Am 15. Januar 2019 wurde er zu einem der Vize-Parlamentspräsidenten gewählt.
Die politische Instabilität nach dem Krieg in Bergkarabach 2020 führte zu weiteren vorgezogenen Parlamentswahlen, bei welchen Simonjan erneut der Einzug ins Parlament gelang. Am 2. August 2021 wurde er zum Präsidenten der Nationalversammlung gewählt.
Nach dem überraschenden Rücktritt von Armen Sarkissjan am 23. Januar 2022 übernahm Simonjan, wie in der Verfassung vorgesehen, übergangsweise das Amt des Staatspräsidenten. Die Fraktion von Simonjans Partei Zivilvertrag, welche im Parlament über eine absolute Mehrheit verfügt, wählte am 1. Februar den bisherigen Minister für Hightech-Industrie Wahagn Chatschaturjan zu ihrem Kandidaten für das Amt des Staatspräsidenten, welcher daraufhin am 3. März vom Parlament nominiert und am 13. März vereidigt wurde.